# سن آنتونیو (تولیما)
سن آنتونیو (انگلیسی: San Antonio, Tolima) نام شهری در کشور کلمبیا است.